# 舊達維德科沃
48°27′26″N 22°38′18″E / 48.45722°N 22.63833°E
舊達維德科沃（烏克蘭語：Старе Давидково），是烏克蘭的村落，位於該國西部外喀爾巴阡州，由穆卡切沃區負責管轄，始建於1364年，面積0.93平方公里，海拔高度117米，2001年人口610，人口密度每平方公里658.04人。